# Queniquea
Queniquea es una pequeña localidad agrícola y bajamente industrializada, capital del municipio Sucre en el Estado Táchira de Venezuela. En ella se encuentra ubicada la sede de la Alcaldía del Municipio Sucre, Parroquia Eclesial Ntra. Sra. del Rosario, instituciones gubernamentales, educativas y de salud, además, oficinas de empresas públicas y privadas.

## Geografía
Está situada en una meseta circundada por dos ríos, posee una altitud promedio de 1597 m.s.n.m. Presenta un relieve montañoso con pendientes entre 35 y 65%.
Su temperatura promedio es de 18 °C, con una precipitación media anual 1212 mm., por lo cual el clima es de tipo tropical lluvioso de sabana y paramero. Esto genera una vegetación muy rica y variada de características de bosque húmedo premontano, muy húmedo montano bajo y bosque pluvial montano; esto genera que los suelos de acuerdo a su capacidad de uso, están conformados por suelos de clase VI y VII.
En cuanto a hidrografía, es una zona bastante rica con numerosos riachuelos y quebradas que son afluentes del río Queniquea (San Parote), el cual, es uno de los tributarios del Acueducto Regional del Táchira.

## Economía
Económicamente predomina el comercio agrícola con rubros de producción como: café, hortalizas, caña de azúcar (panela y papelón granulado), los cuales van a los principales mercados regionales, también el sector de ganadería tiene importancia en cuanto a la producción de carne y productos lácteos.
La industria en el pueblo se limita a pequeñas fábricas del sector textil, procesadoras de café, caña de azúcar y alambiques artesanales, además, de talleres mecánicos. También está en desarrollo el sector turístico.

## Medios de comunicación
Cuenta con telefonía pública de CANTV, y servicio de telefonía móvil celular de Movistar. Además, se cuenta con radiotransmisores y frecuencias radiales AM y FM, Internet, televisión por cable y satelital.

## Vías de acceso
La principal vía de acceso es mediante un trayecto de 30 km que llega al sector de El Zumbador donde se enlaza a la carretera trasandina (T-07) que permite la comunicación con San Cristóbal, capital del Estado, y a su vez con las demás poblaciones regionales y del País. Cuenta también con una red de carreteras que la comunica con el resto de las localidades del municipio Sucre.
Existen dos medios de transporte que brindan el servicio hacia Queniquea, la línea de carros por puesto Ntra. Sra. del Rosario y la línea de autobuses expresos San José, que se encuentran en el terminal de pasajeros de San Cristóbal. A continuación se muestra la distancia con respecto a distintas ciudades cercanas y de importancia regional y nacional.
| Ciudad              | Distancia (km) | Tipo de Vía          |
| ------------------- | -------------- | -------------------- |
| San José de Bolívar | 9,00           | Pavimentada          |
| Mesa del Tigre      | 50,00          | Pavimentada y tierra |
| La Grita            | 64,80          | Pavimentada          |
| San Cristóbal       | 70,00          | Pavimentada          |
| Mérida              | 185,30         | Pavimentada          |
| Caracas             | 867,00         | Pavimentada          |
| Cúcuta, Colombia    | 121,20         | Pavimentada          |

## Historia

### Época colonial
En el tiempo de la colonia San Cristóbal y La Grita fueron las ciudades de mayor influencia humana en el Estado Táchira, luego de que varios hombres empezaron a asentarse en las tierras que les pertenecían, comenzaron a nacer nuevos poblados como Pregonero, Bailadores, El Cobre, Queniquea, San José de Bolívar, entre otros, que completan la geografía del Cabildo de La Grita, que fue fundada por el capitán Don Francisco de Cáceres.
El 24 de mayo de 1561 Juan de Maldonado, cruzó el poblado de La Grita y se dirigió a la derecha llegando a un valle, el cual bautizo como "Valle del Espíritu Santo" (hoy San José de Bolívar), que estaba habitado por una aldea llamada Babuquena. Allí pernoto esa noche junto con sus hombres, como lo señala en sus crónicas Fray Pedro de Aguado, y al día siguiente se dirigió a otra meseta donde se encontró otra aldea de los indígenas Queniques, es así como Juan de Maldonado descubre a Queniquea el 25 de mayo de 1561.
Para 1581 el procurador general del cabildo de La Grita Don Francisco de Cáceres comenzó a repartir los indios pertenecientes a su jurisdicción, y es así que el 8 de agosto de ese mismo año recibe en recompensa Baltasar de Artiga por el Cabildo de La Grita, el pueblo de Queniquea que antes pertenecía al Capitán Gabriel de Anguieta, y después a su mujer en 1631. En un intercambio de tierras Baltasar de Artiga entrega a los 30 indios de Queniquea y su poblado al Cabildo, el 12 de julio de 1635 a Juan Méndez y Miranda (procurador general del Cabildo de La Grita). En ese tiempo era menor de edad (Baltasar de Artiga) y lo representó en todos los actos su abuela y tutora María de Andrade, quién pago 13 patacones y 6 reales y medio por el tributo de la media anata. La encomienda tenía 16 personas y su Cacique se llamaba Mateo (siendo el primer Queniqueo nombrado en las Crónicas de Indias).
En 1778 se crea la diócesis de Mérida de Maracaibo, mediante una Bula del Papa Pío VI, siendo el primer obispo Fray Juan Ramos de Lora de la orden Franciscana. Desde su llegada a Mérida, despliega una gran actividad civilizadora, con la erección de la catedral, El Palacio Episcopal y un seminario para formar nuevos sacerdotes, y sobre todo la catequización para los Andes, en ello estaba el Táchira.
Señala Lucas Castillo Lara que en la visita pastoral de 1805 hecha a La Grita, el Obispo Hernández Milanés traslada de Bailadores al Río Bobo al Padre Casimiro Mora, donde debía encargarse de una capilla o monasterio que estaba en ruinas en el Valle del Espíritu Santo, Monasterio hecho por los franciscanos en el año de 1631.

### Siglo XIX

#### Fundación
El 7 de octubre de 1808 el Padre Casimiro Mora, funda en la meseta de los indígenas Queniques al pueblo de Queniquea, y ya para 1810 el Padre Mora se encuentra en Queniquea levantando otra iglesia junto a los vecinos José María Roa, Cecilio Pérez, Isidro González, Jacinto Ramírez, Rafael Ramírez, Feliciano Pulido, Joaquín de la Rosa Pulido, José Florentino Pulido, Luis Antonio Moreno y Antonio Bernabé Vivas.
Para 1816 el Obispo Rafael Lasso de la Vega continuaba su viaje a Bogotá, donde lo consagra el 11 de diciembre de 1816, el Arzobispo Don Juan Bautista Sacristán. Cuando regresó a Maracaibo, el 30 de abril de 1817, envía su informe a su majestad dándole cuenta del estado de sus diócesis.
Al referirse a La Grita dice, que es lo más despoblado del Obispado, pues en su vasto territorio solo tiene una parroquia y tres pueblos que fueron de indios y en el día eran de blancos. Menciona la idea de elegir un nuevo Curato y de continuar el que haya había comenzado su antecesor. Se trataba de la Viceparroquia del EL Cobre y la del Río Bobo y Queniquea. Estos últimos sitios, debido a lo alejado de los centros de comunicación, pensaba agregarlos, incluso con traslación de sus vecinos, al sitio de la Higuera en el Río del Valle (aldea de La Grita). Allí debía edificarse una nueva capilla. Los vecinos de Queniquea, representados por Venancio Escalante, Enrique Roa, Antonio María Contreras, José María Morales y Manuel Sánchez, solicitan ese mismo año al Obispo que reconsidere su decisión. Ya que luego de una reunión entre las cabezas de familia de aquellos lugares, resolvieron pedir que la capilla se construyera en el sitio de la Mesa de Queniquea (Meseta de Queniquea); argumentaban, que el sitio de Río Bobo ya tenía una capilla y casa para el cura, construida en 1806 por el Padre Casimiro Mora, de orden del Obispo Hernández Milanés. Pero este sitio no era céntrico ni apropiado y quedaba trasmano de los vecinos, además esto se hizo contra el sentir de la mayoría de sus habitantes que la querían en la Mesa de Queniquea.
Es así que los vecinos Enrique Roa y Antonio María Contreras, ofrecen donar para el vecindario la fundación de la iglesia nueve cuadras de tierra, en el sitio donde estaba el vecindario de Queniquea. Prometían pagar la Cóngrua del Cura y solicitaban les nombrasen Párroco a Pablo Antonio Morales, clérigo tonsurado que se hallaba cursando estudios en el Seminario de Mérida. Los antecesores del Padre Morales eran los primeros fundadores de Queniquea. La solicitud es dirigida por intermedio del vicario Fernando José García. Este inclinaba sus simpatías a favor de Queniquea e informa favorablemente la petición. Pero no todos apoyaban la solicitud de Queniquea, los vecinos de Río Bobo eran opuestos, que veían perder su preeminencia, y los Señores Juan Andrés Roa y la Viuda Doña Luz Márquez, por otras causas.
Desde Maracaibo, el 21 de diciembre de 1817, el Obispo decreta la traslación de la Capilla de Río Bobo a QUENIQUEA, convertida en Viceparroquia de Nuestra Señora del Rosario de Queniquea. Acepta la donación para la Iglesia de las nueve cuadras de tierra prometida, y ordena al vicario García se traslade allí para la ejecución de todo eso. El 8 de abril de 1818 el Padre García va a Queniquea, a tomar posesión de lo donado, lo cual se verifica ese día. A todo se le da se le da carácter formal ante el Notario Público Eclesiástico, Facundo Morales.
Después el Padre García, acompañado de todos los vecinos, tomó la posesión de las nueve cuadras de tierra y se alinderaron con sus mojones, se delineó el cuadro para formar la plaza y en el sitio donde se iba a construir la Iglesia, en el punto donde iba el Altar Mayor, clavó una Cruz. Puso piedra fundamental de la fábrica y bendijo todo eso. Después hubo fiesta alegre en aquella verdeante Meseta, custodiada de altos Cerros.
Nacía oficialmente un pueblo, por la voluntad generosa de aquellos hombres. Su población se va aumentar muy pronto, con las migraciones de gente de La Grita y otros lugares, que se refugiaron allí huyendo de la guerra. Entre ellos estará el Padre García, quien pasa allí su tiempo escondido de los españoles.

#### Parroquia civil y erección en parroquia eclesiástica
La población de Queniquea, con mucho esfuerzo, sacrificio y tesón había logrado su Viceparroquia, aspiraba a mayores metas a través de insistentes y decididos empeños logró que la Diputación Provincial la decretara PARROQUIA CIVIL el 12 de noviembre de 1838 y cuya ordenanza dice lo siguiente:

La Diputación Provincial de Mérida.Considerando: Que por la atribución 21 de Artículo 161 de la Constitución, corresponde a las Diputaciones Provinciales acordar establecimiento de nuevas poblaciones; y visto el informe del Consejo Municipal de La Grita acerca de las conveniencias de elegir Parroquia el Barrio de Queniquea de aquella jurisdicción por contar con más de quinientas (500) almas.ORDENA.
Art. 1.- Se acuerda el establecimiento de la nueva Población o Parroquia de Queniquea en la Jurisdicción de La Grita.
Art. 2.- El Gobernador de la Provincia de acuerdo con la autoridad eclesiástica procederá a fijar los límites de la nueva parroquia conforme a las Leyes, y dispondrá lo conveniente para que provea la aprobación del Poder Ejecutivo se elijan los Magistrados que deben Regirla.
Dado en Mérida en la sala de secciones de la Diputación Provincial a doce de noviembre de 1838 de la Ley y 28 de la Independencia.
El presidente (firmado) Ignacio de Dios Picón. El secretario (firmado) R. Alvarado.
ARCHIVO GENERAL DE LA NACIÓN. Papeles del Ministerio del Interior y Justicia, Folios 86 y 87 año 1838

La cámara de representantes lo confirmó el 23 de febrero de 1839 y la cámara del Senado el 15 de abril de 1840. Por último, el Gobernador y Jefe Superior Político de la Provincia Gabriel Picón, decretó la nueva parroquia el 20 de julio de 1840.

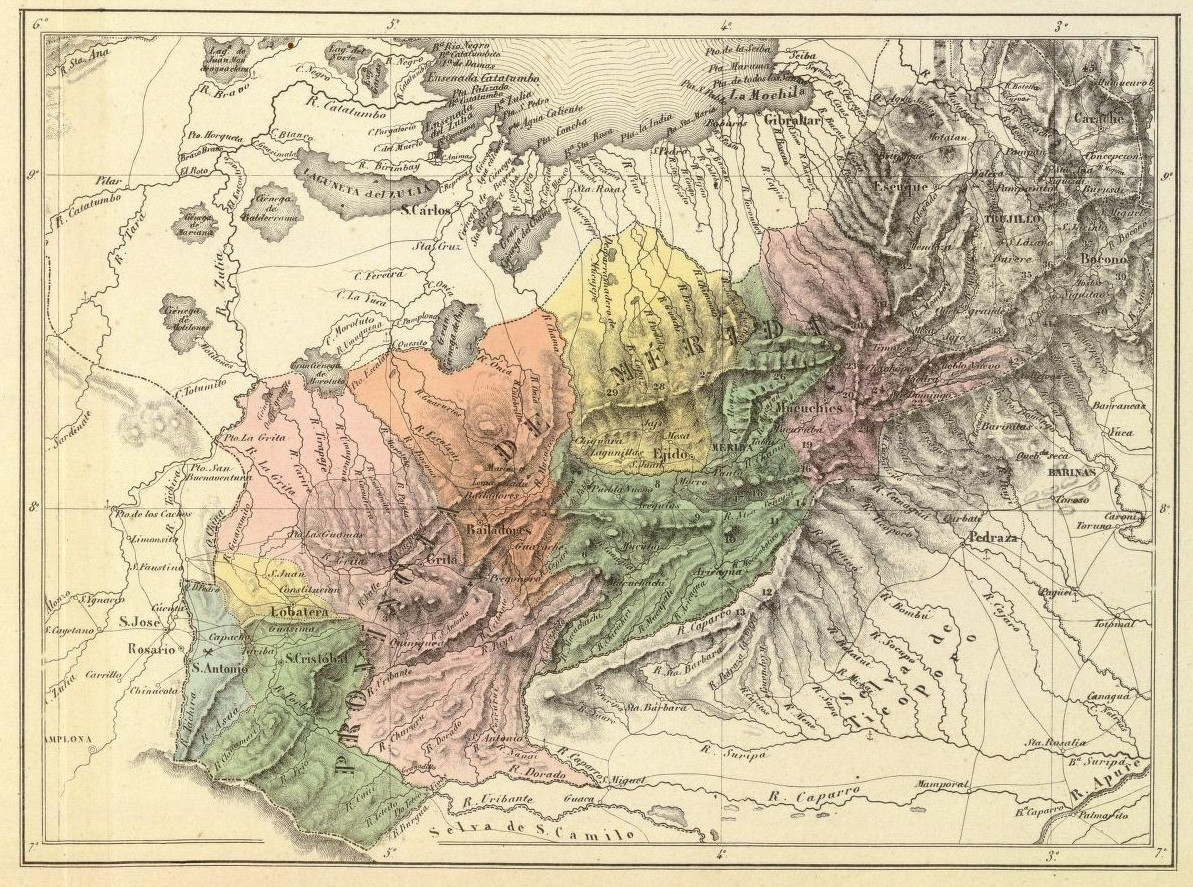
Mapa realizado por Agustín Codazzi de la provincia de Mérida en el año de 1840. Y donde se muestra la población de Queniquea.

Le asignaron por límites: Sur, cima del Alto de Sumusica a dar con las Agrias, al Norte, de la población. De aquí por toda la cima de este alto hasta dar con la línea que divide el territorio de La Grita del de San Cristóbal; Oeste, esta misma línea siguiendo por la izquierda, y dando la vuelta a remontar en el Páramo de Sumusica, lindando por aquí con Caparo y Pregonero, y por Este, la cima del Páramo del Guamal. Límites parecidos al actual territorio.
Es así como Queniquea fue una de las primeras poblaciones en lograr su separación de La Grita, iniciando posteriormente gestiones para obtener su propia parroquia eclesiástica, motivadas por el profundo sentido religioso de sus habitantes. En 1845, los vecinos dirigieron una solicitud al obispo solicitando la designación de un cura permanente, ya que el sacerdote asignado, el padre Morales, residía en La Grita y no atendía de forma continua a la comunidad.
En la petición, los firmantes argumentaban que la población mostraba signos de progreso, contando ya con setecientas almas según el censo de 1844. Entre los firmantes se encontraban los jueces de paz Juan Andrés Escalante, José Antonio Carrero, Juan de la Cruz Zambrano, Alejandro Sánchez, Agapito Mora, Lucas Moreno, José Antonio Roa y otros vecinos. Sin embargo, la solicitud no obtuvo respuesta favorable en ese momento.
Cinco (5) años más tarde el 23 de diciembre de 1850 vuelven a insistir sobre la creación de la parroquia eclesiástica, manifestando que, para la fecha tenían 883 habitantes. Los jueces de paz eran José Vicente Carrero y Patrocinio Carrero, el síndico Simón Ramírez. El obispo debió conmoverse con tanta insistencia, porque, quince (15) días después envía estas solicitudes al vicario de La Grita para su informe. El Padre Ramón Ignacio Duque apoya generosamente la creación de la nueva parroquia; en su informe deja constancia que el 20 de julio de 1851, tenía Queniquea novecientas nueve (909) almas; sus pobladores eran gente honrada y laboriosa, que proporcionaban al comercio de San Cristóbal, utilidades muy considerables con los frutos que llevaban al mercado, principalmente harina y café. Tenía una Iglesia de Tapias techada de tejas, su casa rural y un cementerio cercado de paredes. El Obispo da su consentimiento para la creación de la Parroquia Eclesiástica, el 13 de octubre de 1852. De acuerdo con la Ley del patronato, sigue después la tramitación ante las autoridades civiles. El 31 de octubre la decreta el gobernador de la Provincia, Ponce León. El 3 de enero de 1853 la aprueba el Poder Ejecutivo, y finalmente fue elevada por el Obispo de Mérida Monseñor Juan Hilardo Boset el 21 de junio de 1853.

### sigloXX
A principios del siglo XX Queniquea empieza a reestructurarse con Cipriano Castro en el poder, el distrito Rosario de Queniquea pasa a formar parte del Distrito Cárdenas como parroquia Sucre. Y se comienzan a suscitar una serie de acontecimientos entre las juntas parroquiales y el consejo municipal, en cuanto a materia de comunicación entre la parroquia Sucre y la capital del Municipio Cárdenas, además de la apertura de caminos hacia las diferentes aldeas que integran la parroquia Sucre, todo esto durante la primera década del siglo XX. Para el 28 de febrero de 1910 es nombrado el Dr. Diógenes Escalante, Secretario General de Gobierno en el Estado Táchira; y para abril del mismo año firma la resolución en la cual se crea una escuela de varones en la aldea Mesa del Tigre, Distrito Cárdenas.
Durante el mandato de Castro, Queniquea empieza a prosperar, pero al tomar el poder el Gómecismo, Queniquea se une a la revolución de la montaña junto a Pregonero y El Cobre. El pueblo vuelve a caer en el atraso, pues los Jefes Civiles empiezan a mermar el miedo y el terror, son muchos los queniqueos que huyen a la montaña de la guerrilla. 
Para 1929, bajo el periodo de Ángel María Salcedo (Jefe Civil) en el poder, a Queniquea lo componen las Aldeas de Santa Filomena, Los Barros, Mesa del Tigre, Machado, La Pérez, La Blanca y El Combudo o San Pablo (Este poblado para esta época contaba con 2933 habitantes, de los cuales 1448 son varones y 1485 son hembras). Por este tiempo se está haciendo el ramal de la Carretera Trasandina que conectara a Queniquea con El Zumbador. Las calles del poblado son empedradas y las casas están pintadas de diversos y bellos colores. Igual para esta época suceden las instituciones a cargo de Domingo Zambrano Roa y su escuela de varones y la señorita María Arias. La escuela de varones enseña las materias básicas de Lengua, Matemática, Geografía, Historia, Latín, Religión y Música. El maestro Domingo Zambrano Roa llevaba a sus alumnos a enseñarles al aire libre, a amar la naturaleza mientras le leía a sus alumnos los clásicos griegos y el Quijote de Miguel de Cervantes. La Escuela de Niñas a cargo de la Señorita María Arias enseñaba a las niñas a leer y escribir, pero sobre todo las preparaba en los quehaceres de bordado y cocina, y en la lectura y meditación de la Biblia.
A continuación transcribimos lo que aparece de Queniquea en La Guía General de Venezuela (1929): “Tiene este municipio 534 casas y 2933 habitantes. De los cuales son varones 1448 y hembras 1485. La capital del municipio es Queniquea y pertenecen a su término municipal las aldeas de Machado, Los Barros, La Pérez, La Blanca, El Combado (San Pablo) y Mesa del Tigre. Durante los primeros años de la Guerra de la Independencia, muchas familias realistas que se vieron hostilizadas en La Grita por las fuerzas revolucionarias, huyeron al fondo de las montañas del sur y fueron a situarse en una meseta de gran altura, a la margen derecha del río Samparote donde empezó a fundarse la población de Queniquea, erigida después en capital del municipio. Su altura sobre el nivel del mar es de 1597 metros y su clima aunque es sano es sumamente frío. Jefe Civil del Municipio: Buenaventura Buitrago. Secretario: José R. García. Presidente de la Junta Comunal: General Ángel María Salcedo. Cura Párroco: Presbítero José Ignacio Moncada. Comerciantes: Rubén Darío Pérez, Francisco Alviarez, José Leonardo Rojas, Simón Carrero, Pedro Franchesconi. Hombres en el Gobierno: Dr. Diógenes Escalante, General Eleazar López Contreras.
Ya después de 1930 el periodo gómecista empieza a declinar y eclipsar, ello lleva a que Queniquea viva en una aparente tranquilidad, las mujeres comparten los café de tarde con sus amigas y los hombres escuchan a Gardel en la vieja Vitriola en la casa de Don José Gregorio Pulido o van a una pelea de gallos. En el año de 1934 toma la Jefatura Civil el Coronel Melitón Mora. El Gómecismo esta por morir y un queniqueo dejará su firma en la historia del país.

#### Queniquea durante el gobierno de Eleazar López Contreras
A finales de 1936 Don Julián Carrero toma la Jefatura Civil, y Queniquea se enrumba al progreso, no solo tiene a un hijo de ese pueblo en la Presidencia, sino que con educación y trabajo se preparan a enfrentar el siglo XX, que es como señala la historia que empieza en Venezuela bajo el mandato civilista de Eleazar López Contreras. A pesar de que todavía se llega en mula o caballo al pueblo, Queniquea se lanza a la conquista de la era moderna. Con López Contreras en el poder la carretera llega al poblado. En esa nueva etapa histórica del pueblo, llega de manera igual la luz eléctrica, que antes era proporcionada por lámparas de kerosén, mecheros y velas. La gente de Queniquea era sana, casi no había enfermedades. Es Juan Ramón Chacón quién es enfermero y su curiosidad lo hizo por mucho tiempo el médico de Queniquea, ya que al poblado solo llegaban médicos practicantes que iban a Queniquea por cortos lapsos de tiempo. Antes, el medio de transporte era el caballo y las mulas. Y el primer carro lo trae a Queniquea el señor Carmelo Cárdenas. Entre los años 1933 y 1940 son maestras Elena Bermeci y Adela Zambrano. Doña Cleotilde Escalante (hermana del Dr. Diogenes Escalante) llevaba el correo del pueblo. Las casas eran de una planta, con un jardín en el centro. La gente se dedicaba al campo, al café y la caña. 
Durante 1936 y 1941 por orden del General Eleazar López Contreras, se construyó la carretera desde El Zumbador hasta Queniquea a punta de pico, pala y pólvora hasta el sector La Loma, de allí en adelante se completó con maquinaria los 35 km de vía. En esos años, llevaron la primera planta eléctrica de combustible que sustituyó a una movida por agua instalada en 1925 en la quebrada El Molino, año en el cual habían llevado cemento por primera vez a Queniquea. y para finales de la década de los 20 ya existía telégrafo en Queniquea. En 1945 fue inaugurada la primera Medicatura con el Dr. Ildemaro Salas, en Queniquea.

#### Después de López Contreras.
Posteriormente en 1948 llevaron una segunda planta con capacidad para 10 bombillos que alumbraba la iglesia y las calles más cercanas; para 1957 llegó la electricidad. Asimismo con la llegada de la carretera se eliminó la toma de agua del medio de las calles del pueblo que existió desde la fundación, y se construyó el acueducto. En 1952 se fundó la Línea Sucre, que prestaba el servicio de transporte hacia San Cristóbal con camionetas Apache, luego en el 59 adquirieron autobuses, la línea desapareció en 1970; en 1983 se fundó la Asociación Civil Línea El Rosario de carritos por puesto. En 1959, se construyó la nueve sede del grupo escolar Juan Bautista Castro. En 1960, se asfaltaron las calles del pueblo. El 21 de junio de 1962, el Doctor Edilberto Escalante, Gobernador del Estado Táchira e hijo de Queniquea, decreta la creación de un nuevo templo que albergara a la inmensa población. El nuevo templo fue finalizado, y la bendición del mismo se hizo el 9 de febrero de 1964 por Mons. José León Rojas Chaparro, Obispo de Trujillo e hijo de Queniquea.

#### Últimos años delsigloXX
En 1974 el Consejo Municipal, cuyo Presidente era el Sr. Aparicio Molina, gestionaron la creación del Liceo para Queniquea logrando el Ciclo Básico Creación Queniquea el 31 de octubre de ese año, que comenzó funcionando en una casa del Pueblo; el 8 de octubre de 1977 egresó la primera Promoción de Bachilleres de esta institución, y a partir de ese mismo año paso a funcionar en su nueva y actual sede. En 1975, el 1° de julio fue creado el Registro Subalterno del Distrito Sucre. En 1979, CANTV instaló una central telefónica de 200 líneas que aún existe.
En 1990, llegó la señal de televisión, y en ese mismo año, el Banco de Fomento de Los Andes (Banfoandes) inauguró su sede en Queniquea, siendo la primera y única, actualmente, entidad Bancaria en el Municipio. Para 1991, la alcaldía instaló la emisora 88.9 FM y una red de radio VHF en el Municipio.

## Personas destacadas
Queniquea ha sido cuna de pocos personajes notables, los cuales han tenido gran importancia en los ámbitos que se han desarrollado. A continuación algunos de ellos.  
- Pbro. Dr. José de Jesús Carrero Sánchez (1838-1897), Eclesiástico y Catedrático. 13.er catedrático a cargo de la Facultad de Ciencias Eclesiásticas de la Universidad de Los Andes y vicario general de la entonces Diócesis de Mérida.[4]

- Dr. Diógenes Escalante (1879-1964), político y diplomático. Ministro de Relaciones Interiores (1936) y Secretario General de la Presidencia (1936).

- General en Jefe Eleazar López Contreras (1883-1973), militar y Político. 32.º Presidente de Venezuela (1935-1941).

- Mons. José León Rojas Chaparro (1917-1982), II Obispo de la Diócesis de Trujillo.

- Luisa Elena Contreras Mattera (1922-2006), Primera mujer piloto civil y acrobática graduada en Venezuela.[5]

- Edilberto Escalante (1922-1996), Ingeniero Civil y Político. Gobernador del Estado Táchira (1960-1963) y Ministro de Justicia (1970-1974).

- Mons. Jorge Aníbal Quintero Chacón (1956), V Obispo de la diócesis de Margarita y actual VI Obispo de la Diócesis de Barcelona.[6]

## Galería de imágenes y vídeos
|                |
| Plaza Bolívar. |

|                                 |
| Piscina de la Posada Turística. |

|                                                  |
| Nuestra Señora del Rosario Patrona de Queniquea. |

|                             |
| Molino de Trigo Tradicional |

#### Libros
Molina García, Adrián Aparicio (1997). "UNA MIRADA A LA HISTORIA DEL MUNICIPIO SUCRE". 

#### Publicaciones
- «Atlas físico y político de la República de Venezuela. Codazzi, Agustín. 1840.» (en inglés). David Rumsey Map Collection. Cartographi Associates. Consultado el 13 de noviembre de 2018.

- Chacón, Mayela (septiembre de 2008). Esencias La Cultura de un Pueblo. Queniquea Tierra para Querer. (2). Litografía Fatien, C.A. Consultado el 12 de abril de 2013.

- Datos: Q742445
- Multimedia: Queniquea / Q742445